# 1498
Portal Geschichte | Portal Biografien | Aktuelle Ereignisse | Jahreskalender | Tagesartikel

◄ |
14. Jahrhundert |
15. Jahrhundert
| 16. Jahrhundert | ►

◄ |
1460er |
1470er |
1480er |
1490er
| 1500er | 1510er | 1520er | ►

◄◄ |
◄ |
1494 |
1495 |
1496 |
1497 |
1498
| 1499 | 1500 | 1501 | 1502 | ► | ►►
Staatsoberhäupter  · Nekrolog · Kunstjahr · Literaturjahr · Musikjahr
| Januar | Januar | Januar | Januar | Januar | Januar | Januar | Januar |
| Kw     | Mo     | Di     | Mi     | Do     | Fr     | Sa     | So     |
| 1      | 1      | 2      | 3      | 4      | 5      | 6      | 7      |
| 2      | 8      | 9      | 10     | 11     | 12     | 13     | 14     |
| 3      | 15     | 16     | 17     | 18     | 19     | 20     | 21     |
| 4      | 22     | 23     | 24     | 25     | 26     | 27     | 28     |
| 5      | 29     | 30     | 31     |        |        |        |        |
| ------ | ------ | ------ | ------ | ------ | ------ | ------ | ------ |

| Februar | Februar | Februar | Februar | Februar | Februar | Februar | Februar |
| Kw      | Mo      | Di      | Mi      | Do      | Fr      | Sa      | So      |
| 5       |         |         |         | 1       | 2       | 3       | 4       |
| 6       | 5       | 6       | 7       | 8       | 9       | 10      | 11      |
| 7       | 12      | 13      | 14      | 15      | 16      | 17      | 18      |
| 8       | 19      | 20      | 21      | 22      | 23      | 24      | 25      |
| 9       | 26      | 27      | 28      |         |         |         |         |
| ------- | ------- | ------- | ------- | ------- | ------- | ------- | ------- |

| März | März | März | März | März | März | März | März |
| Kw   | Mo   | Di   | Mi   | Do   | Fr   | Sa   | So   |
| 9    |      |      |      | 1    | 2    | 3    | 4    |
| 10   | 5    | 6    | 7    | 8    | 9    | 10   | 11   |
| 11   | 12   | 13   | 14   | 15   | 16   | 17   | 18   |
| 12   | 19   | 20   | 21   | 22   | 23   | 24   | 25   |
| 13   | 26   | 27   | 28   | 29   | 30   | 31   |      |
| ---- | ---- | ---- | ---- | ---- | ---- | ---- | ---- |

| April | April | April | April | April | April | April | April |
| Kw    | Mo    | Di    | Mi    | Do    | Fr    | Sa    | So    |
| 13    |       |       |       |       |       |       | 1     |
| 14    | 2     | 3     | 4     | 5     | 6     | 7     | 8     |
| 15    | 9     | 10    | 11    | 12    | 13    | 14    | 15    |
| 16    | 16    | 17    | 18    | 19    | 20    | 21    | 22    |
| 17    | 23    | 24    | 25    | 26    | 27    | 28    | 29    |
| 18    | 30    |       |       |       |       |       |       |
| ----- | ----- | ----- | ----- | ----- | ----- | ----- | ----- |

| Mai | Mai | Mai | Mai | Mai | Mai | Mai | Mai |
| Kw  | Mo  | Di  | Mi  | Do  | Fr  | Sa  | So  |
| 18  |     | 1   | 2   | 3   | 4   | 5   | 6   |
| 19  | 7   | 8   | 9   | 10  | 11  | 12  | 13  |
| 20  | 14  | 15  | 16  | 17  | 18  | 19  | 20  |
| 21  | 21  | 22  | 23  | 24  | 25  | 26  | 27  |
| 22  | 28  | 29  | 30  | 31  |     |     |     |
| --- | --- | --- | --- | --- | --- | --- | --- |

| Juni | Juni | Juni | Juni | Juni | Juni | Juni | Juni |
| Kw   | Mo   | Di   | Mi   | Do   | Fr   | Sa   | So   |
| 22   |      |      |      |      | 1    | 2    | 3    |
| 23   | 4    | 5    | 6    | 7    | 8    | 9    | 10   |
| 24   | 11   | 12   | 13   | 14   | 15   | 16   | 17   |
| 25   | 18   | 19   | 20   | 21   | 22   | 23   | 24   |
| 26   | 25   | 26   | 27   | 28   | 29   | 30   |      |
| ---- | ---- | ---- | ---- | ---- | ---- | ---- | ---- |

| Juli | Juli | Juli | Juli | Juli | Juli | Juli | Juli |
| Kw   | Mo   | Di   | Mi   | Do   | Fr   | Sa   | So   |
| 26   |      |      |      |      |      |      | 1    |
| 27   | 2    | 3    | 4    | 5    | 6    | 7    | 8    |
| 28   | 9    | 10   | 11   | 12   | 13   | 14   | 15   |
| 29   | 16   | 17   | 18   | 19   | 20   | 21   | 22   |
| 30   | 23   | 24   | 25   | 26   | 27   | 28   | 29   |
| 31   | 30   | 31   |      |      |      |      |      |
| ---- | ---- | ---- | ---- | ---- | ---- | ---- | ---- |

| August | August | August | August | August | August | August | August |
| Kw     | Mo     | Di     | Mi     | Do     | Fr     | Sa     | So     |
| 31     |        |        | 1      | 2      | 3      | 4      | 5      |
| 32     | 6      | 7      | 8      | 9      | 10     | 11     | 12     |
| 33     | 13     | 14     | 15     | 16     | 17     | 18     | 19     |
| 34     | 20     | 21     | 22     | 23     | 24     | 25     | 26     |
| 35     | 27     | 28     | 29     | 30     | 31     |        |        |
| ------ | ------ | ------ | ------ | ------ | ------ | ------ | ------ |

| September | September | September | September | September | September | September | September |
| Kw        | Mo        | Di        | Mi        | Do        | Fr        | Sa        | So        |
| 35        |           |           |           |           |           | 1         | 2         |
| 36        | 3         | 4         | 5         | 6         | 7         | 8         | 9         |
| 37        | 10        | 11        | 12        | 13        | 14        | 15        | 16        |
| 38        | 17        | 18        | 19        | 20        | 21        | 22        | 23        |
| 39        | 24        | 25        | 26        | 27        | 28        | 29        | 30        |
| --------- | --------- | --------- | --------- | --------- | --------- | --------- | --------- |

| Oktober | Oktober | Oktober | Oktober | Oktober | Oktober | Oktober | Oktober |
| Kw      | Mo      | Di      | Mi      | Do      | Fr      | Sa      | So      |
| 40      | 1       | 2       | 3       | 4       | 5       | 6       | 7       |
| 41      | 8       | 9       | 10      | 11      | 12      | 13      | 14      |
| 42      | 15      | 16      | 17      | 18      | 19      | 20      | 21      |
| 43      | 22      | 23      | 24      | 25      | 26      | 27      | 28      |
| 44      | 29      | 30      | 31      |         |         |         |         |
| ------- | ------- | ------- | ------- | ------- | ------- | ------- | ------- |

| November | November | November | November | November | November | November | November |
| Kw       | Mo       | Di       | Mi       | Do       | Fr       | Sa       | So       |
| 44       |          |          |          | 1        | 2        | 3        | 4        |
| 45       | 5        | 6        | 7        | 8        | 9        | 10       | 11       |
| 46       | 12       | 13       | 14       | 15       | 16       | 17       | 18       |
| 47       | 19       | 20       | 21       | 22       | 23       | 24       | 25       |
| 48       | 26       | 27       | 28       | 29       | 30       |          |          |
| -------- | -------- | -------- | -------- | -------- | -------- | -------- | -------- |

| Dezember | Dezember | Dezember | Dezember | Dezember | Dezember | Dezember | Dezember |
| Kw       | Mo       | Di       | Mi       | Do       | Fr       | Sa       | So       |
| 48       |          |          |          |          |          | 1        | 2        |
| 49       | 3        | 4        | 5        | 6        | 7        | 8        | 9        |
| 50       | 10       | 11       | 12       | 13       | 14       | 15       | 16       |
| 51       | 17       | 18       | 19       | 20       | 21       | 22       | 23       |
| 52       | 24       | 25       | 26       | 27       | 28       | 29       | 30       |
| 1        | 31       |          |          |          |          |          |          |
| -------- | -------- | -------- | -------- | -------- | -------- | -------- | -------- |

| Januar | Januar | Januar | Januar | Januar | Januar | Januar | Januar |
| Kw     | Mo     | Di     | Mi     | Do     | Fr     | Sa     | So     |
| 1      | 1      | 2      | 3      | 4      | 5      | 6      | 7      |
| 2      | 8      | 9      | 10     | 11     | 12     | 13     | 14     |
| 3      | 15     | 16     | 17     | 18     | 19     | 20     | 21     |
| 4      | 22     | 23     | 24     | 25     | 26     | 27     | 28     |
| 5      | 29     | 30     | 31     |        |        |        |        |
| ------ | ------ | ------ | ------ | ------ | ------ | ------ | ------ |

| Februar | Februar | Februar | Februar | Februar | Februar | Februar | Februar |
| Kw      | Mo      | Di      | Mi      | Do      | Fr      | Sa      | So      |
| 5       |         |         |         | 1       | 2       | 3       | 4       |
| 6       | 5       | 6       | 7       | 8       | 9       | 10      | 11      |
| 7       | 12      | 13      | 14      | 15      | 16      | 17      | 18      |
| 8       | 19      | 20      | 21      | 22      | 23      | 24      | 25      |
| 9       | 26      | 27      | 28      |         |         |         |         |
| ------- | ------- | ------- | ------- | ------- | ------- | ------- | ------- |

| März | März | März | März | März | März | März | März |
| Kw   | Mo   | Di   | Mi   | Do   | Fr   | Sa   | So   |
| 9    |      |      |      | 1    | 2    | 3    | 4    |
| 10   | 5    | 6    | 7    | 8    | 9    | 10   | 11   |
| 11   | 12   | 13   | 14   | 15   | 16   | 17   | 18   |
| 12   | 19   | 20   | 21   | 22   | 23   | 24   | 25   |
| 13   | 26   | 27   | 28   | 29   | 30   | 31   |      |
| ---- | ---- | ---- | ---- | ---- | ---- | ---- | ---- |

| April | April | April | April | April | April | April | April |
| Kw    | Mo    | Di    | Mi    | Do    | Fr    | Sa    | So    |
| 13    |       |       |       |       |       |       | 1     |
| 14    | 2     | 3     | 4     | 5     | 6     | 7     | 8     |
| 15    | 9     | 10    | 11    | 12    | 13    | 14    | 15    |
| 16    | 16    | 17    | 18    | 19    | 20    | 21    | 22    |
| 17    | 23    | 24    | 25    | 26    | 27    | 28    | 29    |
| 18    | 30    |       |       |       |       |       |       |
| ----- | ----- | ----- | ----- | ----- | ----- | ----- | ----- |

| Mai | Mai | Mai | Mai | Mai | Mai | Mai | Mai |
| Kw  | Mo  | Di  | Mi  | Do  | Fr  | Sa  | So  |
| 18  |     | 1   | 2   | 3   | 4   | 5   | 6   |
| 19  | 7   | 8   | 9   | 10  | 11  | 12  | 13  |
| 20  | 14  | 15  | 16  | 17  | 18  | 19  | 20  |
| 21  | 21  | 22  | 23  | 24  | 25  | 26  | 27  |
| 22  | 28  | 29  | 30  | 31  |     |     |     |
| --- | --- | --- | --- | --- | --- | --- | --- |

| Juni | Juni | Juni | Juni | Juni | Juni | Juni | Juni |
| Kw   | Mo   | Di   | Mi   | Do   | Fr   | Sa   | So   |
| 22   |      |      |      |      | 1    | 2    | 3    |
| 23   | 4    | 5    | 6    | 7    | 8    | 9    | 10   |
| 24   | 11   | 12   | 13   | 14   | 15   | 16   | 17   |
| 25   | 18   | 19   | 20   | 21   | 22   | 23   | 24   |
| 26   | 25   | 26   | 27   | 28   | 29   | 30   |      |
| ---- | ---- | ---- | ---- | ---- | ---- | ---- | ---- |

| Juli | Juli | Juli | Juli | Juli | Juli | Juli | Juli |
| Kw   | Mo   | Di   | Mi   | Do   | Fr   | Sa   | So   |
| 26   |      |      |      |      |      |      | 1    |
| 27   | 2    | 3    | 4    | 5    | 6    | 7    | 8    |
| 28   | 9    | 10   | 11   | 12   | 13   | 14   | 15   |
| 29   | 16   | 17   | 18   | 19   | 20   | 21   | 22   |
| 30   | 23   | 24   | 25   | 26   | 27   | 28   | 29   |
| 31   | 30   | 31   |      |      |      |      |      |
| ---- | ---- | ---- | ---- | ---- | ---- | ---- | ---- |

| August | August | August | August | August | August | August | August |
| Kw     | Mo     | Di     | Mi     | Do     | Fr     | Sa     | So     |
| 31     |        |        | 1      | 2      | 3      | 4      | 5      |
| 32     | 6      | 7      | 8      | 9      | 10     | 11     | 12     |
| 33     | 13     | 14     | 15     | 16     | 17     | 18     | 19     |
| 34     | 20     | 21     | 22     | 23     | 24     | 25     | 26     |
| 35     | 27     | 28     | 29     | 30     | 31     |        |        |
| ------ | ------ | ------ | ------ | ------ | ------ | ------ | ------ |

| September | September | September | September | September | September | September | September |
| Kw        | Mo        | Di        | Mi        | Do        | Fr        | Sa        | So        |
| 35        |           |           |           |           |           | 1         | 2         |
| 36        | 3         | 4         | 5         | 6         | 7         | 8         | 9         |
| 37        | 10        | 11        | 12        | 13        | 14        | 15        | 16        |
| 38        | 17        | 18        | 19        | 20        | 21        | 22        | 23        |
| 39        | 24        | 25        | 26        | 27        | 28        | 29        | 30        |
| --------- | --------- | --------- | --------- | --------- | --------- | --------- | --------- |

| Oktober | Oktober | Oktober | Oktober | Oktober | Oktober | Oktober | Oktober |
| Kw      | Mo      | Di      | Mi      | Do      | Fr      | Sa      | So      |
| 40      | 1       | 2       | 3       | 4       | 5       | 6       | 7       |
| 41      | 8       | 9       | 10      | 11      | 12      | 13      | 14      |
| 42      | 15      | 16      | 17      | 18      | 19      | 20      | 21      |
| 43      | 22      | 23      | 24      | 25      | 26      | 27      | 28      |
| 44      | 29      | 30      | 31      |         |         |         |         |
| ------- | ------- | ------- | ------- | ------- | ------- | ------- | ------- |

| November | November | November | November | November | November | November | November |
| Kw       | Mo       | Di       | Mi       | Do       | Fr       | Sa       | So       |
| 44       |          |          |          | 1        | 2        | 3        | 4        |
| 45       | 5        | 6        | 7        | 8        | 9        | 10       | 11       |
| 46       | 12       | 13       | 14       | 15       | 16       | 17       | 18       |
| 47       | 19       | 20       | 21       | 22       | 23       | 24       | 25       |
| 48       | 26       | 27       | 28       | 29       | 30       |          |          |
| -------- | -------- | -------- | -------- | -------- | -------- | -------- | -------- |

| Dezember | Dezember | Dezember | Dezember | Dezember | Dezember | Dezember | Dezember |
| Kw       | Mo       | Di       | Mi       | Do       | Fr       | Sa       | So       |
| 48       |          |          |          |          |          | 1        | 2        |
| 49       | 3        | 4        | 5        | 6        | 7        | 8        | 9        |
| 50       | 10       | 11       | 12       | 13       | 14       | 15       | 16       |
| 51       | 17       | 18       | 19       | 20       | 21       | 22       | 23       |
| 52       | 24       | 25       | 26       | 27       | 28       | 29       | 30       |
| 1        | 31       |          |          |          |          |          |          |
| -------- | -------- | -------- | -------- | -------- | -------- | -------- | -------- |

Im Jahr 1498 erreicht der portugiesische Seefahrer Vasco da Gama mit seiner Flotte im Auftrag von König Manuel I. Indien auf dem Seeweg. Von Ostafrika aus überquert er den Indischen Ozean und erreicht im Mai Kalikut. Im Herbst macht er sich mit vollen Laderäumen auf den Heimweg nach Lissabon. 
In Italien endet mit der Hinrichtung des Bußpredigers Girolamo Savonarola die theokratische Herrschaft in Florenz. In Frankreich folgt Ludwig XII. seinem Cousin Karl VIII. auf den Thron. 

## Ereignisse

### Politik und Weltgeschehen

#### Der Seeweg nach Indien

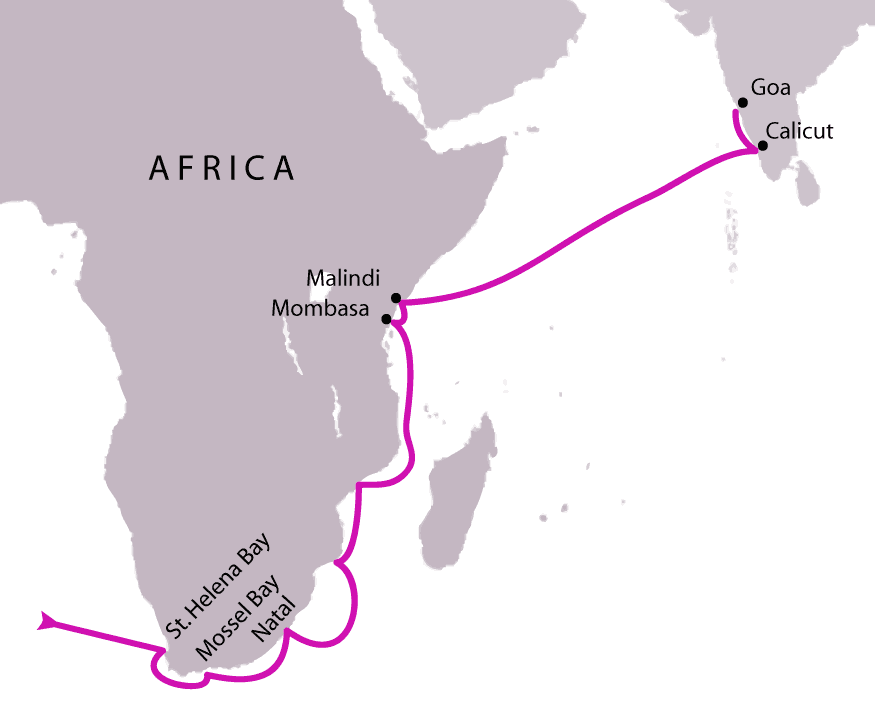
Da Gamas Route nach Indien

Der portugiesische Seefahrer Vasco da Gama, der sich seit Mitte letzten Jahres im Auftrag von König Manuel I. auf der Suche nach dem Seeweg nach Indien befindet, befährt seit Anfang des Jahres mit seiner aus nur noch drei Schiffen bestehenden Flotte die afrikanische Ostküste Richtung Norden. Am 10. Januar ankert er in der Delagoabucht, die er aufgrund der freundlichen Bewohner Terra da Boa Gente (Land der guten Leute) nennt. Am 22. Januar gelangt er zur Mündung des Sambesi und errichtet dort ein Padrão. Im März entdecken die Portugiesen die Ilha de Moçambique, die von da Gama nach dem dortigen Scheich Moussa Ben Mbiki benannt wird, und am 7. April erreicht die Flotte Mombasa. Hier versuchen arabische Kaufleute, die Angst um ihr Monopol im Gewürzhandel haben, da Gamas Weiterfahrt zu verhindern.

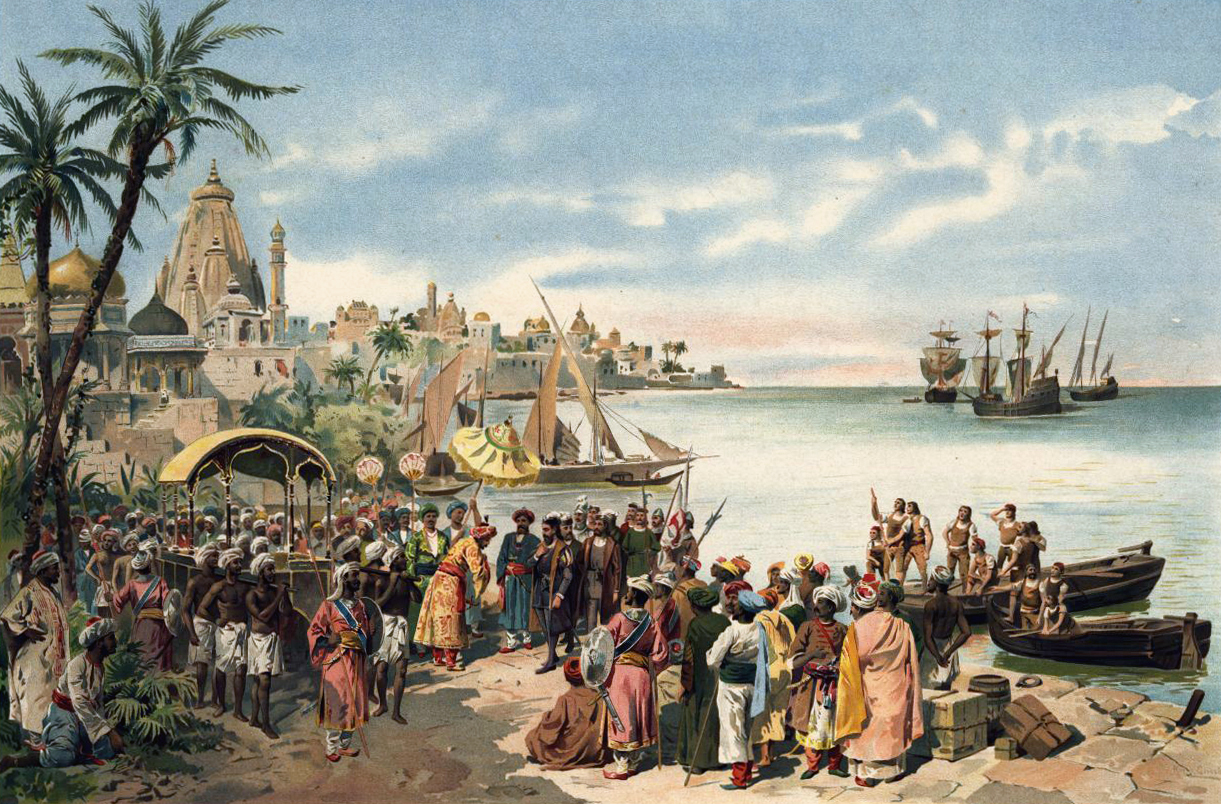
Ankunft da Gamas in Calicut

Die Portugiesen segeln daraufhin weiter nach Malindi, die in Konkurrenz mit Mombasa steht, und wo sie Unterstützung finden. Ab hier führt ein arabischer Lotse Vasco da Gama durch die Gewässer. Am 17. oder 18. Mai kommt das indische Gebirge der Westghats in Sicht und das Geschwader ankert schließlich am 20. Mai in der Nähe von Kalikut. Mit dem Samorim von Kalikut wird ein Handelsvertrag geschlossen, aber als sich nach einigen Zwischenfällen mit arabischen Händlern die Stimmung langsam gegen die Portugiesen richtet, verlassen sie die Stadt Ende August. Sie segeln zuerst noch Richtung Norden zu den Angediven, bevor Vasco da Gama am 5. Oktober Indien endgültig mit den Laderäumen voller Gewürze, namentlich dem Luxusartikel Pfeffer, verlässt.

#### Weitere Entdeckungsfahrten
Der Venezianer Giovanni Caboto erhält am 3. Februar vom englischen König Heinrich VII. nach seiner erfolgreichen Reise im Vorjahr einen weiteren Schutzbrief für die Suche nach einem nordwestlichen Seeweg nach Asien. Er bricht Anfang Mai mit fünf Schiffen von Bristol aus auf. Eines der Schiffe gerät bald darauf in Seenot und kehrt nach England zurück. Das Schicksal der vier anderen Schiffe ist unbekannt. 
Am 25. Juli berichtet der spanische Botschafter am englischen Hof, Pedro de Ayala, in einem Brief an die katholischen Könige von den Entdeckungsfahrten Cabotos. Dass Heinrich VII. mit seinem Auftrag an Caboto den Vertrag von Tordesillas angeblich missachtet hat, führt zu Protesten von dessen Signatarmächten Spanien und Portugal. Cabotos Fahrten bleiben ansonsten ohne unmittelbare Folgen.

#### Heiliges Römisches Reich
- Anfang Februar: Der römisch-deutsche König Maximilian I. beruft einen Reichstag nach Freiburg im Breisgau ein. Auf dem Reichstag werden unter anderem die Bevölkerungsgruppen der Roma und Sinti („Zigeuner“) als angebliche Verräter der Christenheit und Bundesgenossen der moslemischen Türken, als Zauberer und Überträger der Pest in ihrer Gesamtheit für vogelfrei erklärt.
- 13. Februar: Mit der Hofordnung Maximilians I. wird der Reichshofrat eingerichtet.
- 13. März: Der böhmische Ritter Dalibor von Kozojedy wird in Prag verurteilt, dass er Bauern zwei Jahre zuvor zum Aufstand aufgestachelt habe. Er verliert seinen Grundbesitz und seine Ehre und wird wenig später hingerichtet. Das Urteil findet zwei Jahre später als Präzedenzfall Eingang in die Vladislavsche Landesordnung.
- 30. März: Wegen Verschwendung, Günstlingswirtschaft und Willkürakten von Herzog Eberhard II. setzen die württembergischen Stände mittels Regimentsordnung den Esslinger Vertrag von 1492 in Kraft. Eberhard II. flieht nach Ulm.
- 28. Mai: Maximilian I. nimmt Herzog Eberhard II. das Land Württemberg ab.
- 10. Juni: Eberhard II. akzeptiert den Horber Schiedsspruch und seine Absetzung und Landesverweisung gegen Bezahlung von 6.000 Gulden jährlich. Nachfolger wird sein elfjähriger Neffe Ulrich. Seine Vormundschaft übernehmen Vertreter der Stände unter Leitung des Erbmarschalls und Burgvogts auf Hohenneuffen, Konrad Thumb von Neuburg. Zugleich wird Ulrich mit Maximilians sechsjähriger Nichte Sabina von Bayern verlobt, womit ein strategisches Bündnis zwischen dem Herzogtum Bayern und dem ärmeren Haus Württemberg erzielt wird.

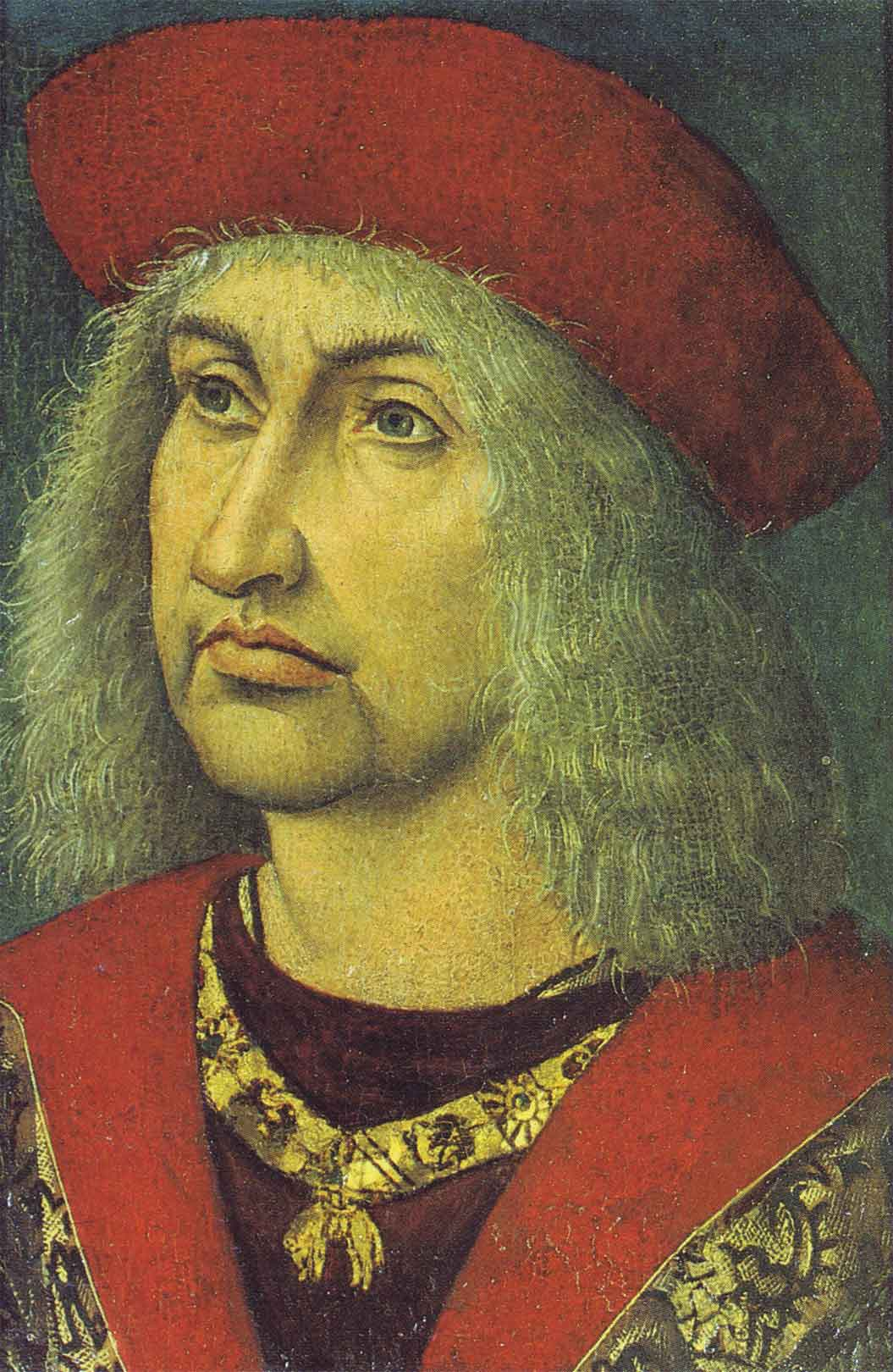
Herzog Albrecht der Beherzte von Sachsen

- Maximilian I. belehnt Herzog Albrecht von Sachsen im Tausch für ein Darlehen von 300.000 Gulden mit Friesland inklusive Dithmarschen, das er aber erst militärisch unterwerfen muss. Hiermit endet die friesische Freiheit und fängt für Friesland eine Periode politischer Zersplitterung und Abhängigkeit an. Jahre später entwickelt sich daraus die Sächsische Fehde.
- Nach dem Tod von Heinrich I. regieren seine drei Söhne Albrecht I., Georg I. und Karl I. die Herzogtümer Münsterberg und Oels und die Grafschaft Glatz gemeinsam.

#### Florenz
- 17. Februar: Girolamo Savonarola lässt auf der Piazza della Signoria in Florenz eine zweite Bücherverbrennung durchführen.
- 23. Mai: Der von Papst Alexander VI. als „Häretiker, Schismatiker und Verächter des Hl. Stuhles“ exkommunizierte Bußprediger Girolamo Savonarola wird auf der Piazza della Signoria in Florenz hingerichtet. Da einige Frauen versuchen, nach der Verbrennung Knochen als Reliquien mitzunehmen, wird die Piazza gesperrt und am nächsten Tag Savonarolas Asche in den Fluss Arno geworfen.

#### Frankreich
- Auf Karl VIII. folgt nach dessen Tod am 7. April sein Cousin Ludwig XII. auf den französischen Thron. Mit den Worten „Der König von Frankreich rächt sich nicht am Unrecht, das dem Herzog von Orléans angetan wurde“ amnestiert Ludwig auf seiner Krönungsmesse in Reims im Mai faktisch die Figuren alter Hofrivalitäten. Kaum an die Regierung gelangt, macht er anschließend die Ansprüche auf Mailand geltend.
- 2. August: Im Vertrag von Paris verzichtet Philipp der Schöne, zu jener Zeit Graf von Flandern, dem französischen König Ludwig XII. gegenüber auf die Rückeroberung Burgunds und seine Ansprüche auf das Herzogtum Geldern.

#### Karibik
- Bartolomeo Kolumbus gründet auf Geheiß seines Bruders Cristoforo im Süden der Insel Hispaniola an der Mündung des Río Ozama die Stadt La Nueva Isabela, das heutige Santo Domingo.

### Wirtschaft
- Herzog Heinrich I. von Braunschweig-Lüneburg erteilt der Hansestadt Braunschweig ein Privileg über zwei Jahrmärkte, aus denen sich später die Braunschweiger Messe entwickelt.

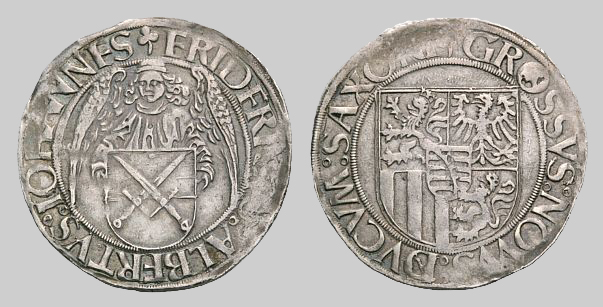
Schreckenberger (1498/1499)

- In der Münzstätte Annaberg wird erstmals der Schreckenberger geprägt, eine Silbermünze mit hohem Feingehalt. Die Münze hat zu Beginn der Prägung einen Wert von drei Zinsgroschen.
- In Nürnberg eröffnet Maximilian I. das erste deutsche Leihhaus unter dem Namen Wechselbank.

### Kultur

#### Bildende Kunst

Dürers Selbstbildnis

- Das Selbstbildnis mit Landschaft von Albrecht Dürer entsteht.
- Das Druckwerk Die heimlich offenbarung iohannis, die Apokalypse des Johannes mit 15 Holzschnitten von Albrecht Dürer, wird veröffentlicht. Wenig später folgt die lateinische Ausgabe unter dem Titel Apocalipsis cum figuris.

Leonardo da Vinci, Das letzte Abendmahl

- Leonardo da Vinci vollendet im Dominikanerkloster Santa Maria delle Grazie in Mailand im Auftrag des Mailänder Herzogs Ludovico Sforza sein Wandgemälde Das letzte Abendmahl.
- Der italienische Bildhauer Carlo dall’Aquila vollendet sein einziges heute bekanntes Werk, Maria mit dem Kinde.

#### Literatur

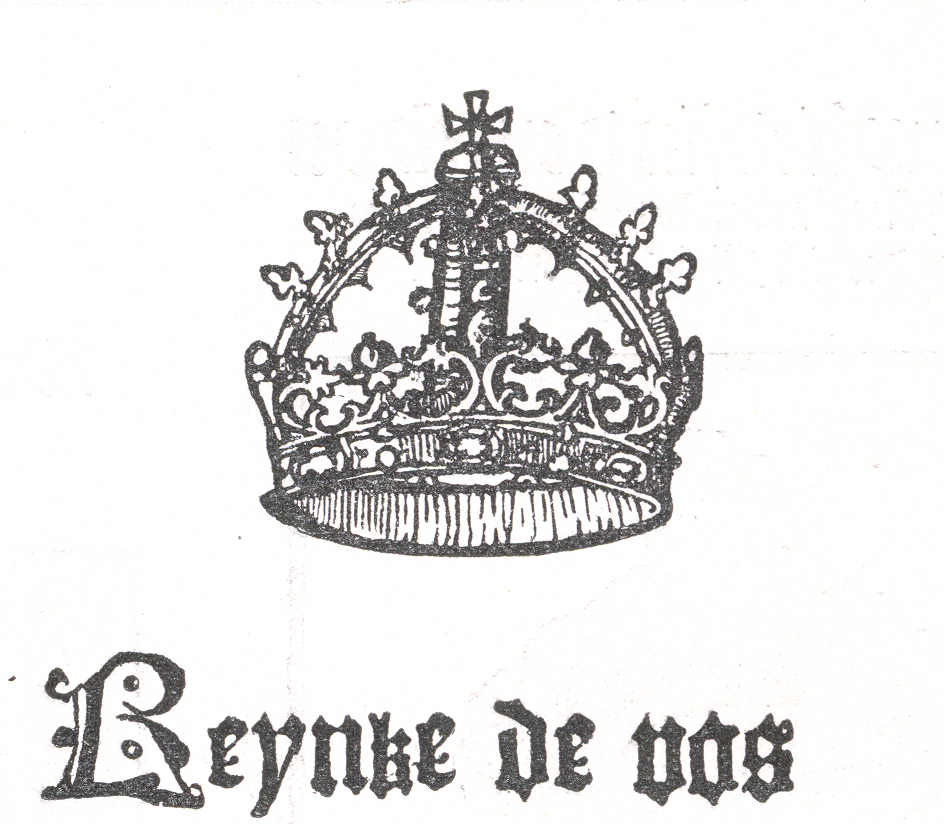
Titel der Originalausgabe

#### Musik und Theater
- 30. Juni: Maximilian I. gründet die Wiener Sängerknaben als Teil seiner musikalischen Hofkapelle.

### Gesellschaft
- 17. Dezember: Nach der Thronbesteigung Ludwigs XII. in Frankreich wird mit Wissen von Papst Alexander VI. die seit 22 Jahren bestehende Ehe mit Jeanne de Valois kirchlich annulliert.

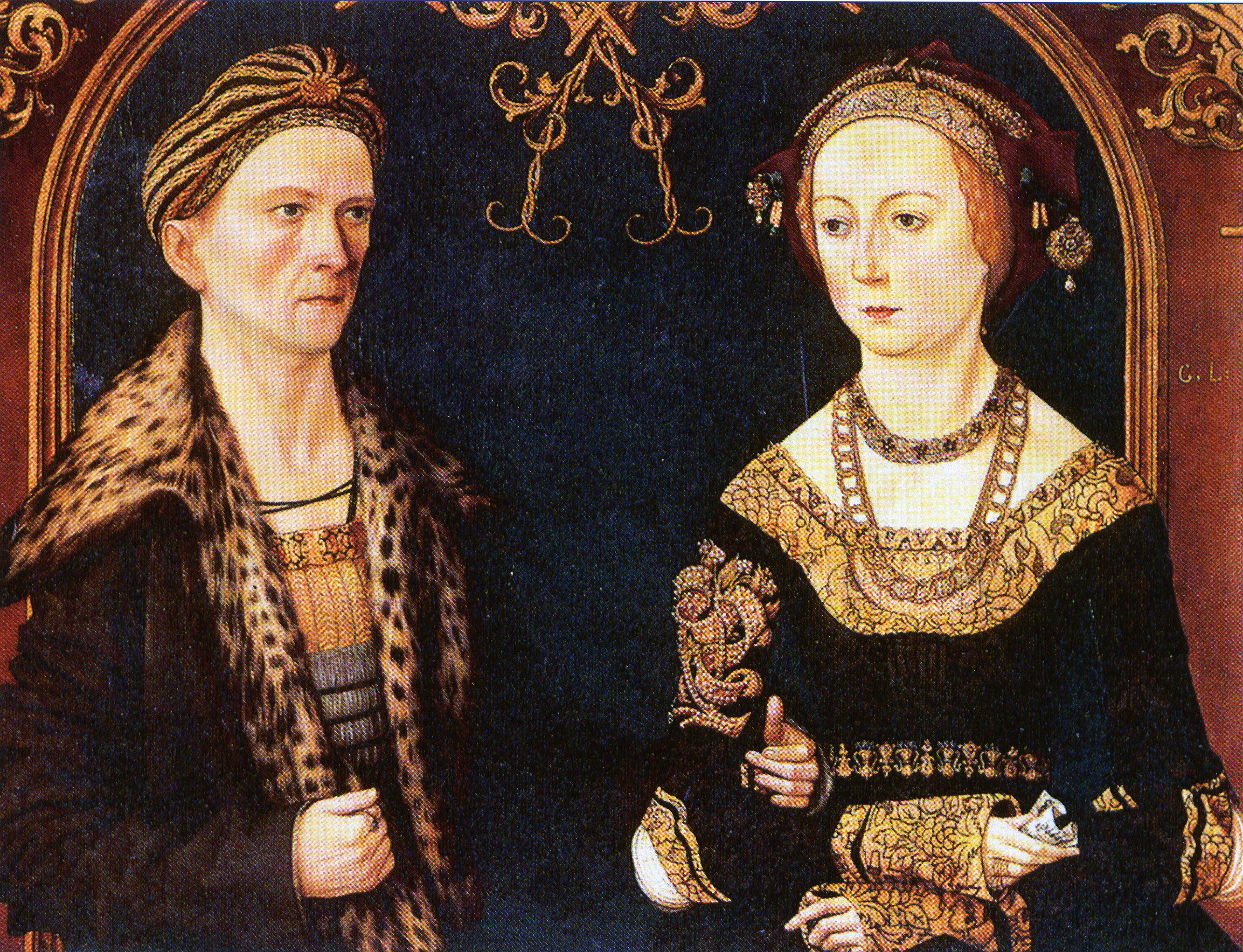
Jakob und Sibylla Fugger

- Jakob Fugger ehelicht die um 20 Jahre jüngere Patrizierstochter Sibylla Artzt, was ihm den lang ersehnten Zugang zum Großbürgertum der Stadt Augsburg verschafft.
- Der Notar Friedrich Deumling aus Wimpfen beurkundet das Kinderwunder von Bönnigheim, wonach Barbara Stratzmann im Laufe ihres Lebens 53 Kinder geboren habe. Der Wahrheitsgehalt dieser Aussagen ist umstritten.
- Gefährtinnen der päpstlichen Hofbeamten werden im Liber Notarum des Johannes Burckard erstmals als Kurtisanen bezeichnet.

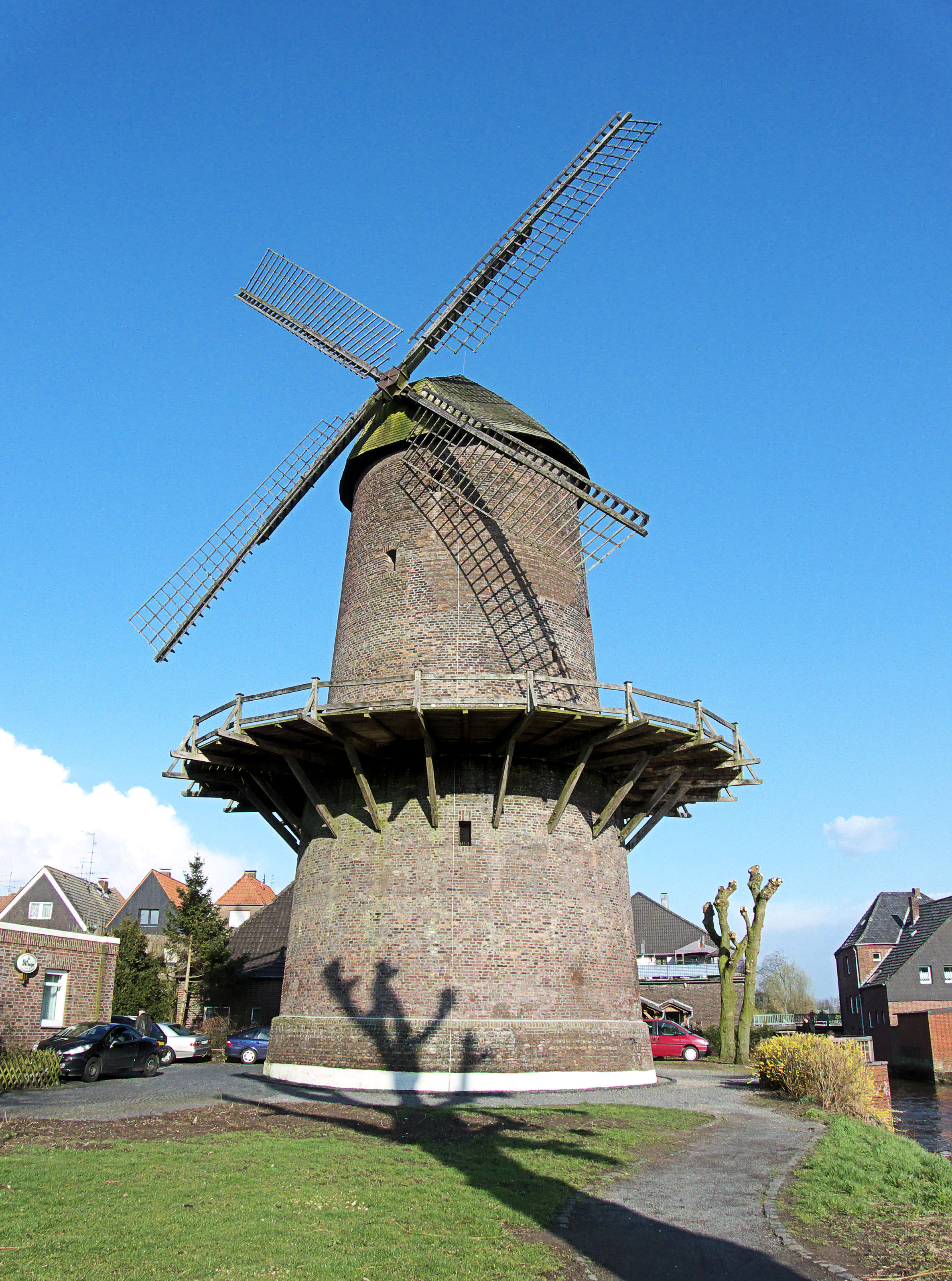
Turmwindmühle Werth

- Die spätere Werther Mühle wird als Teil der Befestigungsanlagen des Ortes Werth errichtet.
- Das Gewandhaus in Leipzig wird als Zeughaus errichtet.

### Religion
- Nach dem Tod von Simon III. zur Lippe am 7. März wird der Erzbischof von Köln Hermann von Hessen auch Fürstbischof von Paderborn.
- Der Salzburger Erzbischof Leonhard von Keutschach lässt die Synagoge in Salzburg zerstören und alle Juden aus seinem Machtbereich vertreiben.
- Der Turiner Dom wird nach siebenjähriger Bauzeit fertiggestellt.

## Geboren

### Geburtsdatum gesichert
- 31. Januar: Tiberio Crispo, Kardinalbischof von Sabina († 1566)
- 9. März: Hieronymus Baumgartner, Gestalter der Reformation in Nürnberg und Bürgermeister († 1565)
- 6. April: Giovanni de Medici, italienischer Condottiere († 1526)
- 9. April: Jean de Lorraine, Erzbischof von Reims, Lyon und Narbonne († 1550)
- 30. Juni: Wilhelm von Brandenburg-Ansbach-Kulmbach, Erzbischof von Riga († 1563)
- 15. November: Eleonore von Kastilien, Erzherzogin von Österreich, Prinzessin von Spanien und Königin von Portugal und Frankreich († 1558)
- 19. Dezember: Andreas Osiander, deutscher Theologe und Reformator († 1552)

### Genaues Geburtsdatum unbekannt
- Hieronymus Bock, saarländischer Botaniker († 1554)
- Fridolin Brunner, Schweizer evangelischer Pfarrer und Reformator im Kanton Glarus († 1570)
- Marcantonio Flaminio, italienischer Philosoph, Dichter und Schriftsteller († 1550)
- Konrad Grebel, Schweizer Mitbegründer der Täuferbewegung († 1526)
- Johannes Honterus, siebenbürgischer Reformator († 1549)
- Felix Manz, führende Persönlichkeit der Schweizer Täuferbewegung († 1527)
- Johannes Salat, Schweizer Gerichtsschreiber, Historiker und Chronist († 1561)
- Andrés de Urdaneta, baskischer Augustinermönch, Kapitän und Entdecker († 1568)
- Christoph Weiditz, deutscher Maler, Medailleur, Bildschnitzer und Goldschmied († 1560)

### Geboren um 1498
- Elizabeth Blount, englische Edeldame, Mätresse König Heinrichs VIII. († um 1540)
- Henry Courtenay, 1. Marquess of Exeter, englischer Adeliger und Höfling († 1538)
- Jorge de Meneses, portugiesischer Seefahrer

## Gestorben

### Todesdatum gesichert
- 4. Februar: Antonio Pollaiuolo, italienischer Bildhauer, Maler und Kupferstecher
- 7. März: Simon III. zur Lippe, Fürstbischof von Paderborn
- um 15. März: Dalibor von Kozojedy, böhmischer Ritter
- 7. April: Karl VIII., König von Frankreich (* 1470)
- 23. Mai: Girolamo Savonarola, italienischer Mönch (* 1452)
- 7. Juni: Pierre von Roubaix, französischer Adeliger, Herr von Roubaix (* 1415)

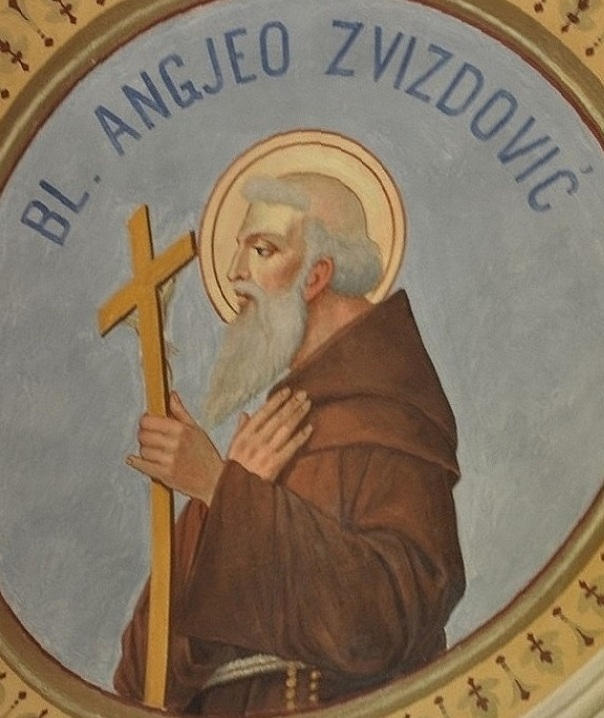
Anđeo Zvizdović

- 7. Juni: Anđeo Zvizdović, Franziskaner im mittelalterlichen Bosnien (* 1420)
- 9. Juni: Julius Pomponius Laetus, italienischer Humanist (* 1428)
- 23. August: Elisabeth von Spanien, Prinzessin von Spanien und Königin von Portugal (* 1470)
- 14. September: Giovanni di Pierfrancesco de’ Medici, Angehöriger der jüngeren Linie der Medici (* 1467)
- 16. September: Tomás de Torquemada, spanischer Generalinquisitor (* 1420)
- 18. September: Giovanni Battista Savelli, Kardinal der katholischen Kirche
- 24. September: Cristoforo Landino, Florentiner Humanist, Dichter, Literaturtheoretiker, Philosoph und Übersetzer (* 1425)
- 27. Dezember: Alexander Hegius, deutscher Humanist und katholischer Priester (* 1439/40)

### Genaues Todesdatum unbekannt
- Vespasiano da Bisticci, florentinischer Buchhändler und Verleger (* 1421)
- Giovanni Caboto, italienischer Entdecker (* um 1450)
- Heinrich I., Herzog von Münsterberg und Oels und Graf von Glatz (* 1448)
- Richard Ludlow, englischer Ritter (* um 1430)
- Michael Pacher, Südtiroler Maler und Bildschnitzer (* ca. 1435)